# Liste bosnischer Schriftsteller
Liste bosnischer Schriftsteller:

## A
- Abdagić, Muhamed (1916–1991)
- Alaupović, Tugomir (1870–1958)
- Alić, Džemaludin (* 1947)
- Alikadić, Bisera (* 1939)
- Ančič, Ivan (1624–1685)
- Andrić, Ivo (1892–1975)
- Anđelović, Adni Mahmud-paša (1420–1474)
- Arnaut, Selim (* 1962)

## B
- Bajezidagić, Derviš-paša (um 1550–1603)
- Bašagić, Safvet-beg (1870–1934)
- Bašeskija, Mula Mustafa (um 1731 – 1809)
- Bazdulj-Hubijar, Nura (* 1951)
- Bekrić, Ismet (* 1943)
- Benić, Bono (1708–1785)
- Bjelevac, Abdurezak Hivzi (1886–1972)
- Bošnjak, Slavoljub → Ivan Franjo Jukić

## C
Č
- Čolaković, Enver (1913–1976)
- Čolaković, Zlatan (1955–2008)

Ć
- Ćatić, Musa Ćazim (1878–1915)
- Ćuvidina, Umihana (um 1794 – um 1870)

## D
- Dizdar, Hamid (1907–1967)
- Dizdar, Mak (1917–1971)
- Dizdarević, Zija (1916–1942)
- Divković, Matija (1563–1631)
- Dobretić, Marko
- Dragišić, Juraj (1445–1520)
- Dučić, Jovan (1871–1943)
- Dučić, Nićifor (1832–1900)
- Duraković, Ferida (* 1957)

Dž
- Džafić, Rizo (* 1945)
- Džalto, Stjepan (* 1931)
- Džanbegović, Medina (* 1968)
- Džumhur, Zulfikar „Zuko“ (1920–1989)

Đ
- Đikić, Osman (1879–1912)

## E
- Ejubović, Mustafa, Pseudonym Šejh Jujo (1651–1707)

## F
- Filipović, Zlata (* 1980)

## H
- Hadžić, Osman Nuri (1869–1937)
- Hadžihuseinović, Salih Sidki Muvekkit († 1888)
- Halilović, Enes (* 1977)
- Halilović, Ibrahim (* 1946)
- Hasković, Husein (* 1955)
- Hemon, Aleksandar (* 1964)
- Hevaija Uskufija, Muhamed (1601 – nach 1651)
- Horozović, Irfan (* 1947)
- Hromadžić, Ahmet (1923–2003)
- Humo, Hamza (1895–1970)
- Humo, Omer (1808–1880)

## I
- Idrizović, Nusret (* 1930)
- Ilhamija, Abdulvehab (1773–1821)
- Imširević, Almir (* 1971)
- Isaković, Alija (1932–1997)

## J
- Jujo, Šejh → Mustafa Ejubović
- Jukić, Ivan Franjo (1818–1857)

## K
- Kadić, Muhamed Enver
- Kaimi, Hasan
- Kajan, Ibrahim
- Kalac, Iso
- Kalmi, Baruh
- Kaluđerčić, Stevo
- Kamhi, David
- Kapetanović, Mehmedbeg Ljubušak
- Kapidžić Hadžić, Nasiha
- Karabegović, Avdo Hasanbegov
- Karahasan, Dževad (1953–2023)
- Karanotvrtković, Pavle
- Kašiković, Nikola
- Kazazović, Salih
- Kazimir, Ivan
- Kikić, Hasan (1905–1942)
- Kjafi Hasan Pruščak
- Klarić, Ivan
- Ključanin, Zilhad
- Kocaj, Željko
- Kočić, Petar (1877–1916)
- Kodža, Muerih
- Kondić, Vaso
- Kordić, Ivan
- Koroman, Veselko
- Kosanović, Savo
- Kovač, Mirko
- Kovačević, Velimir
- Kozić, Ilija
- Kranjčević, Silvije Strahimir (1865–1908)
- Krnjević, Vuk
- Krupić, Safet
- Krvavac, Džemo
- Kulenović, Skender (1910–1978)
- Kurćehajić, Mehmed Šaćir
- Kurtagić, Fadil
- Kušan, Jakša
- Kurtcehajic, Mehmed Sakir

## L
- Lamekani, Husein
- Lastrić, Filip
- Lašvanin, Nikola
- Latić, Džemal
- Lekušić, Marjan
- Levi, Moris
- Lučić Antun
- Lukić, Vitomir
- Lukić, Zlatko

Lj
- Ljubović, Atif

## M
- Majić, Vlatko
- Marešević, Franjo
- Margitić, Stjepan
- Marić, Nikola
- Marjanović, Stjepan
- Marjanović, Mirko
- Martić, fra Grga
- Martinović, Marko
- Masleša, Veselin
- Matić, Eugen
- Matijević, Stjepan
- Med, Sufi-Ef
- Mehmedbasić, Ahmed Efendija
- Merkado Romano, Abraham
- Mezakija, Dervis Sulejman
- Mihajlović, Hristifor
- Mihić, Marko
- Milanović, Mihajlo
- Miličević, Ivan
- Milošević, Velimir
- Minarzadem, Amed-Arsi
- Miron, Mihajlo
- Mitrović, Dimitrije
- Mostarac, Fevzi († 1747)
- Mostarac, Zija
- Muhlisi, Mustafa
- Muhlisija, Mustafa Bošnjak
- Muidinović, Sarik
- Mulabdić, Edhem (1862–1954)
- Muradbegović, Ahmed
- Musa, Fikret

## N
- Nametak, Alija (1906–1987)
- Nastić, Vladan
- Nedić, Marin
- Nerkesi, Sarajlija
- Nikola, Mato
- Nimer, Amira
- Nogo, Rajko Petrov

## O
- Oljača, Mladen
- Orahovac, Sait
- Orman, Rapko
- Osman, Aziz
- Osmančević, Amir
- Osti, Josip

## P
- Pamučina, Joanikije
- Palavestra, Jovan
- Pandžo, Šukrija
- Papić, Pavao
- Papo, Eliezer (1785–1828)
- Papo-Bohereta, Laura
- Pardo, Jicak
- Pardo, Moreno David
- Parežanin, Neđo
- Pazarac, Hsfiz Muhamed-Efendija
- Pašić, Mubera
- Perović, Radovan Tunguz
- Perviz, Enver
- Perviz, Izet
- Petrović, Emil
- Plakalo, Safet (1950–2015)
- Plaveli, Osman
- Pruščak, Hasan Kjafi

## R
- Radović, Drago
- Radulović, Jovan
- Ramić, Rizo
- Rizvanbegović, Arif Hikmetbeg
- Rumi, Muhamed
- Rasid, Mehmed

## S
- Sadiković, Alija
- Salčić, Haso
- Samokovlija, Isak (1889–1955)
- Sarajlić, Izet
- Sarajlić, Šemsudin
- Sarajlija, Arif
- Šehić, Faruk (* 1970)
- Sekulić, Dara
- Selimović, Mehmed Meša (1910–1982)
- Semsikadi, Mehmed Nurudin Vehbi-Efendija
- Serifovic, Fadil-pasa
- Sidran, Abdulah (1944–2024)
- Sijarić, Ćamil (1913–1989)
- Stupar Trifunović, Tanja (* 1977)
- Sudi, Ahmed Bošnjak
- Sušić, Derviš
- Suško, Mario

Š
- Šahinović, Hamid Ekrem
- Šantić, Aleksa
- Šantić, Jakov
- Šantić, Slavko
- Šaric Muhidin
- Šarić, Ivica
- Šarić, Tomislav
- Šejh, Abdulvehab Sejid
- Šeremet, Akif
- Šerifović, Fadilpaša
- Šimić, Antun Branko (1898–1925)
- Šitović, Lovro (1682–1729)
- Škarić, Savo
- Šolaja, Serafim
- Šop, Nikola
- Šubić, Zvonimir
- Šunjić, Marjan

## T
- Tabaković, Sulejman
- Tahmiščić, Husein
- Tontić, Stevan (1946–2022)
- Topčić, Zaim
- Tuzlak, Nabij

## V
- Velihodžić, Mehhmed Razi